# 大阪上本町駅
大阪上本町駅（おおさかうえほんまちえき）は、大阪府大阪市天王寺区上本町六丁目にある近畿日本鉄道（近鉄）の駅である。

## 概要
近鉄の直系母体である大阪電気軌道（大軌）開業時からのターミナル駅である。上町台地の頂に達する位置であり、上町の中心の意から「上本町」と呼ばれるようになった。駅長配置駅である。第3回近畿の駅百選に選定されている。上本（うえほん）と省略され呼ばれることもある。天王寺区上本町六丁目に所在し、（市電→市バス→）大阪シティバスの停留場名が「上本町六丁目」であることから「上六」とも呼ばれる。6面5線の地上ホーム（大阪線）と2面2線の地下ホーム（奈良線・難波線）で構成される。
6面5線の地上ホームは、頭端式ホームとしては阪急電鉄の大阪梅田駅、南海電鉄の難波駅に次ぎ、大阪阿部野橋駅と並ぶ全国3位タイの規模を誇る（単一路線では大阪阿部野橋駅とともに全国1位タイ）。また、近鉄の大阪側の主要駅では大阪阿部野橋駅、鶴橋駅、大阪難波駅に次ぐ4番目の利用者数となる。
1970年の難波線（当駅地下ホーム）開業によって、ミナミの繁華街に位置する大阪難波駅（2009年以前は近鉄難波駅）まで路線が延伸された。難波線の開業により、特急を含めた全ての奈良線の列車と名阪特急（2021年のダイヤ改正よりアーバンライナー・ひのとりに統一）などの大半の大阪線の特急列車は大阪難波駅を発着するようになり、当駅の地下ホームは実質的に途中駅扱いとなった。そのため、奈良線・大阪線の全ての列車が当駅を始発としていた難波線開業以前と比較すると、上本町駅のターミナル駅としての役割は大きく低下している。一方、全ての大阪線一般列車と伊勢志摩方面に向かう一部の阪伊特急は依然として当駅地上の頭端式ホームを発着し、今でもターミナル駅としての機能を一部維持している。
歴史的経緯から当駅は近畿日本鉄道及び近鉄グループホールディングスの登記上本店となっており、駅周辺は両社の本社や、近鉄グループの商業施設・ホテルなどが集積している。

### 利用可能な鉄道路線
- 近畿日本鉄道
  - 大阪線：地上ホーム。駅番号はD03。
  - 難波線・奈良線：地下ホーム。駅番号はA03。

大阪線・難波線ともに当駅が起点である。線路名称上は、大阪上本町駅 - 布施駅間は大阪線に属しており、奈良線は布施駅が起点であるが、実際の運行上は大阪線複々線区間を経由して当駅の地下ホーム（難波線・奈良線ホーム）に乗り入れる。地下ホームを発着する全ての列車は難波線に直通して大阪難波駅まで至る（一部の一般列車は大阪難波駅から阪神なんば線に直通）。また、地下ホームは名阪特急など大阪難波駅を起点とする大阪線特急列車も発着する。

### 当駅からの接続路線
地下通路により、以下の路線と接続されている。
- 大阪市高速電気軌道（Osaka Metro）- 谷町九丁目駅
  - 谷町線
  - 千日前線

## 駅構造
大阪線の列車が発着する行き止まりの頭端式6面5線の地上ホーム（1階）と、奈良線（難波線）の列車と一部の大阪線特急列車が発着する相対式2面2線の地下ホーム（地下3階）に分かれている。地下ホームを起点・終点とする列車は存在せず、実質的には中間駅となっている。地上ホームと地下ホームは改札内で階段を通じて結ばれている。
改札口は地上に2箇所、地下に3箇所ある（うち1箇所は近鉄百貨店上本町店の地下2階と直結している）。2025年3月21日からは4番乗り場横に新たに改札が設置された。有効長は全ホーム10両。

### のりば
| A 難波線・奈良線（地下ホーム） |      |                                |                                                                            |
| のりば                         | 方向 | 行き先                         | 備考                                                                       |
| 1                              | 下り | 近鉄奈良・近鉄名古屋・賢島方面 | 大阪難波発の特急（アーバンライナー・ひのとり・しまかぜ・あをによし）を含む |
| 2                              | 上り | 大阪難波・神戸三宮方面         |                                                                            |
| D 大阪線（地上ホーム）         |      |                                |                                                                            |
| のりば                         | 方向 | 行き先                         | 備考                                                                       |
| 4 - 9                          | 下り | 河内国分・五十鈴川・鳥羽方面   | 当駅始発 3番のりばは欠番（後述）、特急は主に9番のりばから発車              |

| 乗り場 | 特急         | 快速急行 | 急行   | 準急 区間準急 | 各駅停車 |
| ------ | ------------ | -------- | ------ | ------------- | -------- |
| 4      | -            | 夕方以降 | 終日   | 終日          |          |
| 5      | -            | 夕方以降 |        | 終日          |          |
| 6      | -            | 夕方以降 | 朝・夕 | 主に日中以外  |          |
| 7      | 一部の朝始発 | 夕方以降 | 朝・夕 | 主に日中以外  | 平日夕方 |
| 8      | 一部の朝始発 | 夕方以降 | -      | -             | -        |
| 9      | 朝、夕       | -        | -      | -             | -        |

地上ホームの並びは北から、2024年のダイヤ変更までは3番線降車ホーム（片面のみ）、3・4番のりば、4・5番線降車ホーム、5・6番のりば、6・7番線降車ホーム、7・8番のりば、9番のりば（片面のみ）の順。
近鉄の他の頭端式ターミナル駅（大阪阿部野橋駅・京都駅・近鉄名古屋駅など）と異なり、種別毎のホーム区別はなされていない（近鉄奈良駅も類似の状況）。
以前は地上ホームから発着する名古屋行き特急が平日朝の1本（土休日は大阪難波始発）のみあったが、2016年3月19日ダイヤ変更時に大阪難波発に変更され消滅したほか、地上ホームから発車する特急は8時と9時に当駅発の賢島行き特急以外は朝の7時から夕方の19時にかけて毎時1本当駅発の阪伊特急が設定されていたが、現在、地上ホームから発車する特急は7時と8時に宇治山田行き特急と8時～9時とに当駅発の賢島行き特急、17時から19時台に毎時1本当駅発の阪伊特急が設定されている。
なお、8番のりばと9番のりばは同じ線路を共有しており、特急とそれ以外の種別で使用ホームを分けている（特急到着時は8番のりばを降車、9番のりばを乗車用として使う。それ以外の種別到着時はこの逆）。
9番のりばは、2024年8月時点では、近鉄で最大のホーム番号である（2015年3月31日までは、近鉄四日市駅の10番のりばが近鉄で最大のホーム番号だった）。
2024年のダイヤ改正施行後は後述の大阪・関西万博開催によるバスターミナル整備による改修のため、3番線は廃止されたことで欠番となり、地上大阪ホームは4～9番線での運用となった。
地上ホームは「近鉄百貨店の建物内」の扱いになっているので、特急車両の喫煙ルーム（2024年3月1日廃止）は地下・地上問わず使用できなかった。

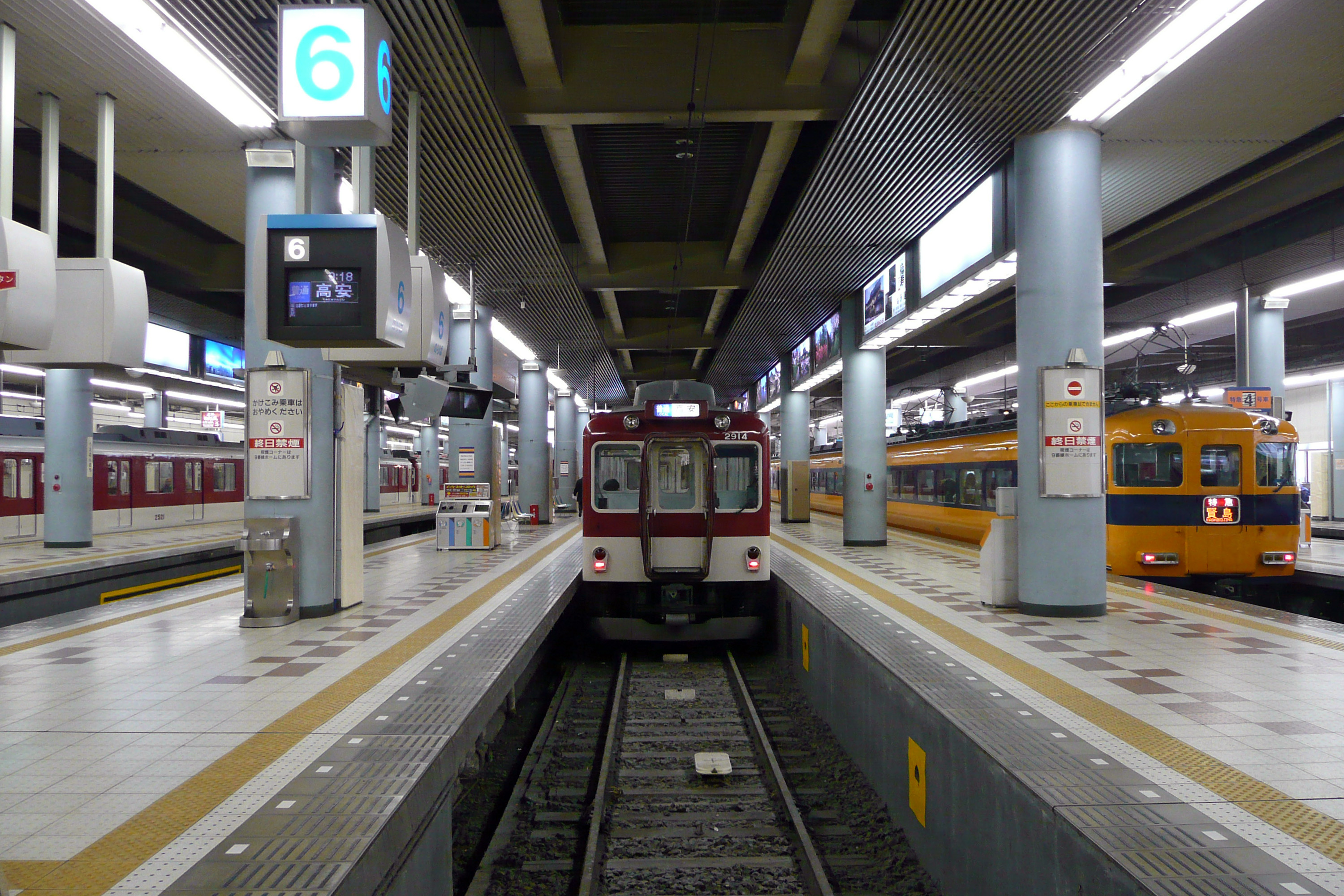
地上（大阪線）ホーム（2008年3月）
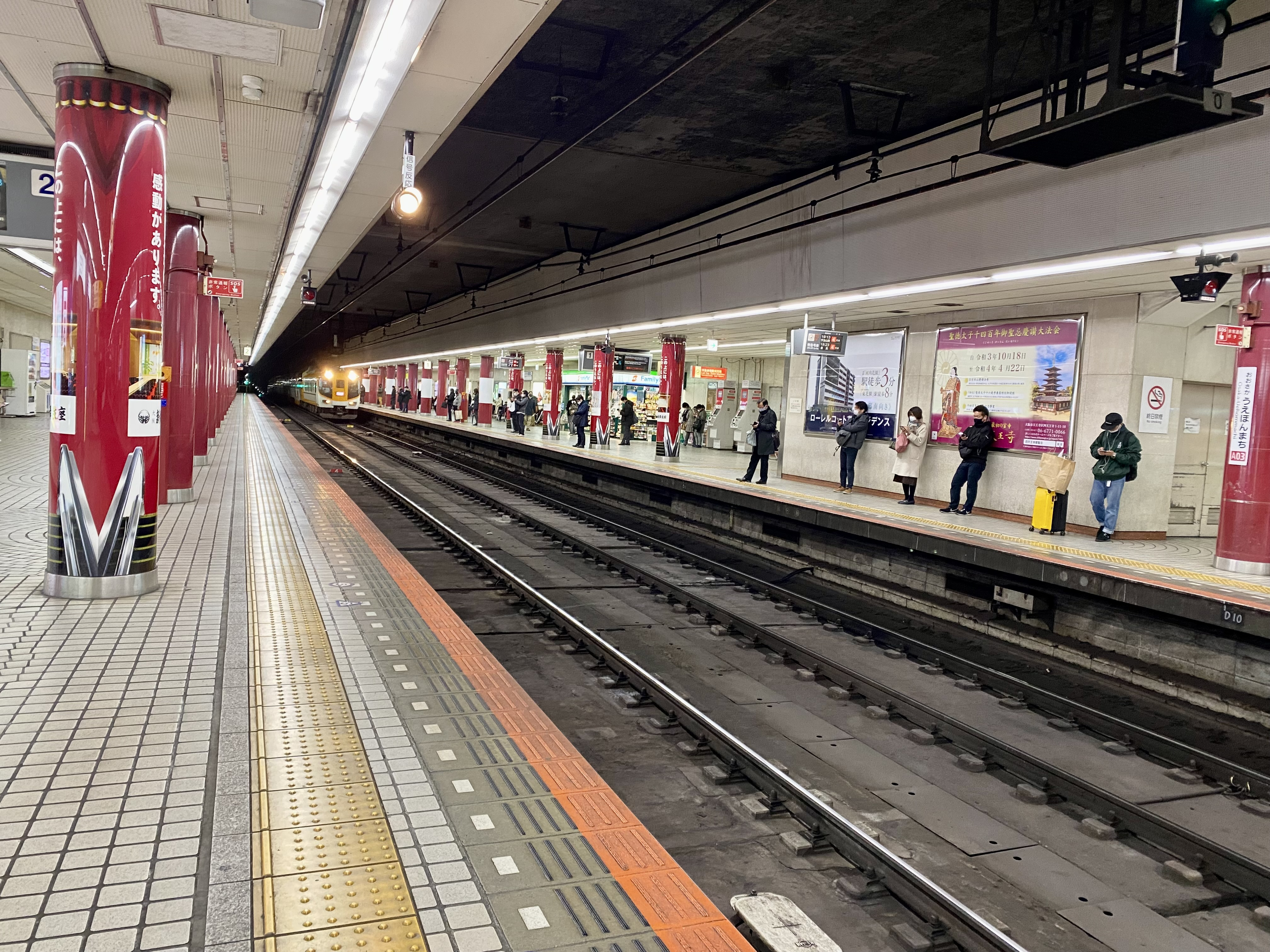
地下（難波線・奈良線）ホーム（2022年1月）
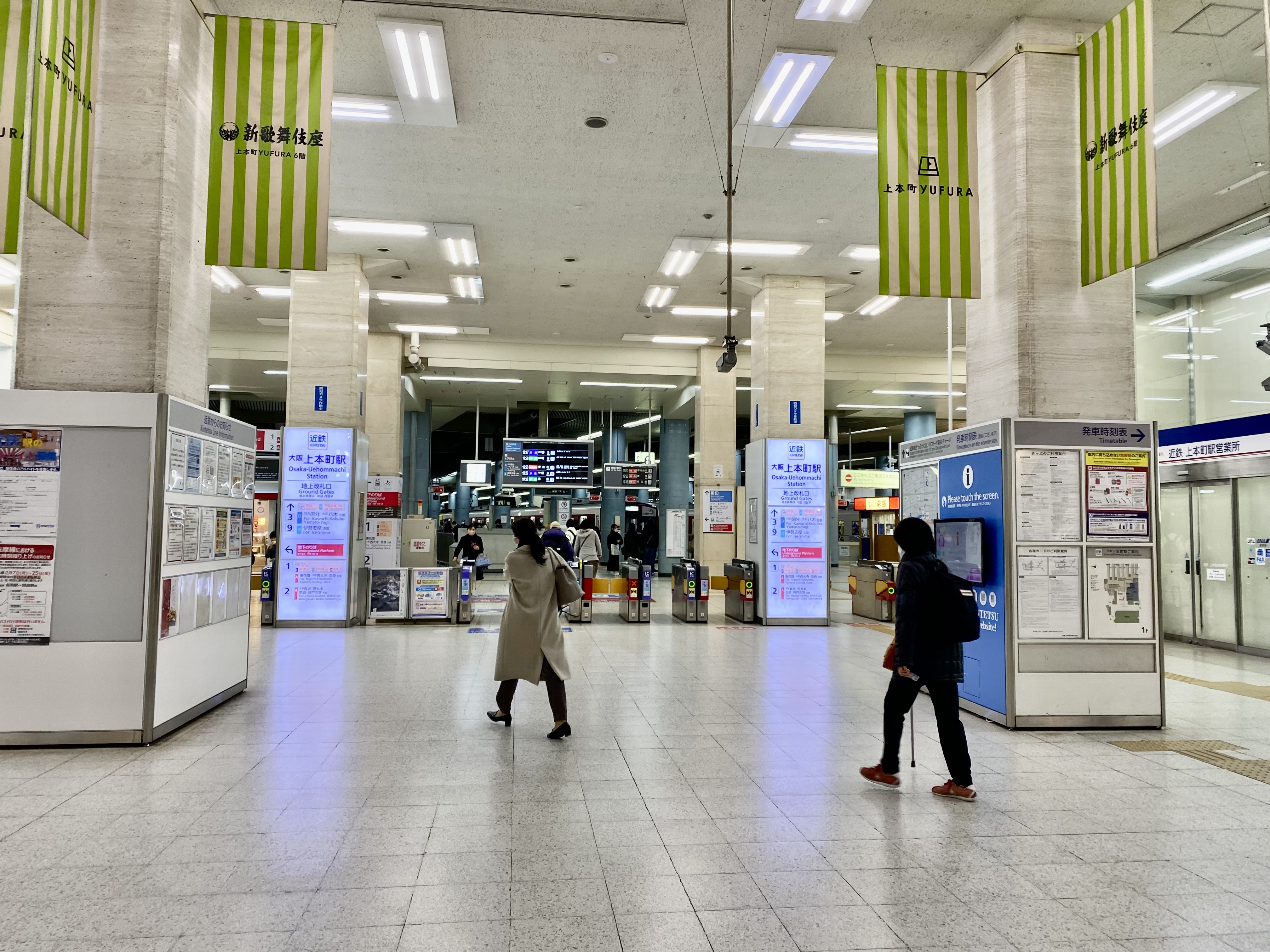
地上改札口（2022年1月）
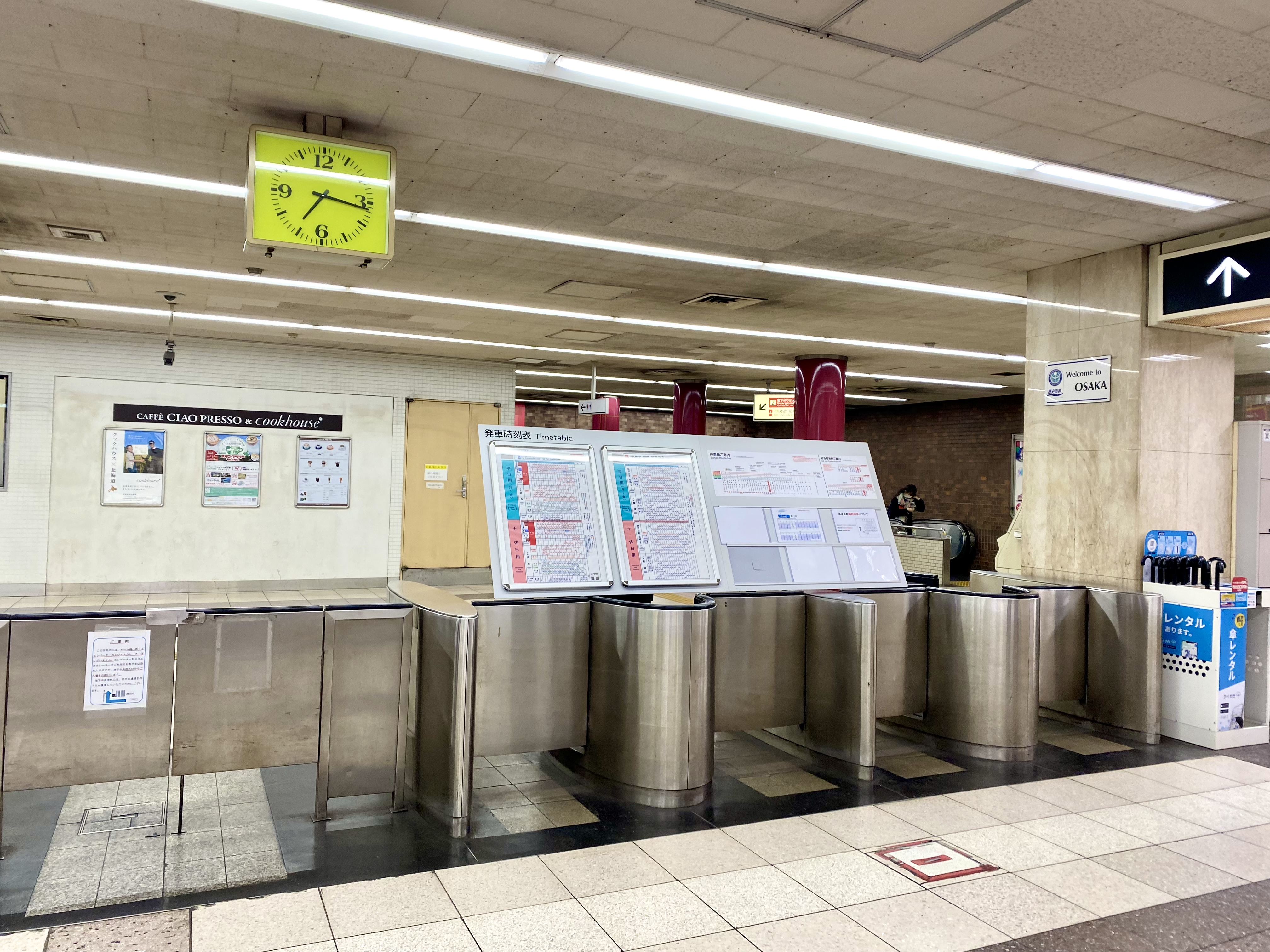
自動化される前の改札も残されている地下西改札口（2022年2月）
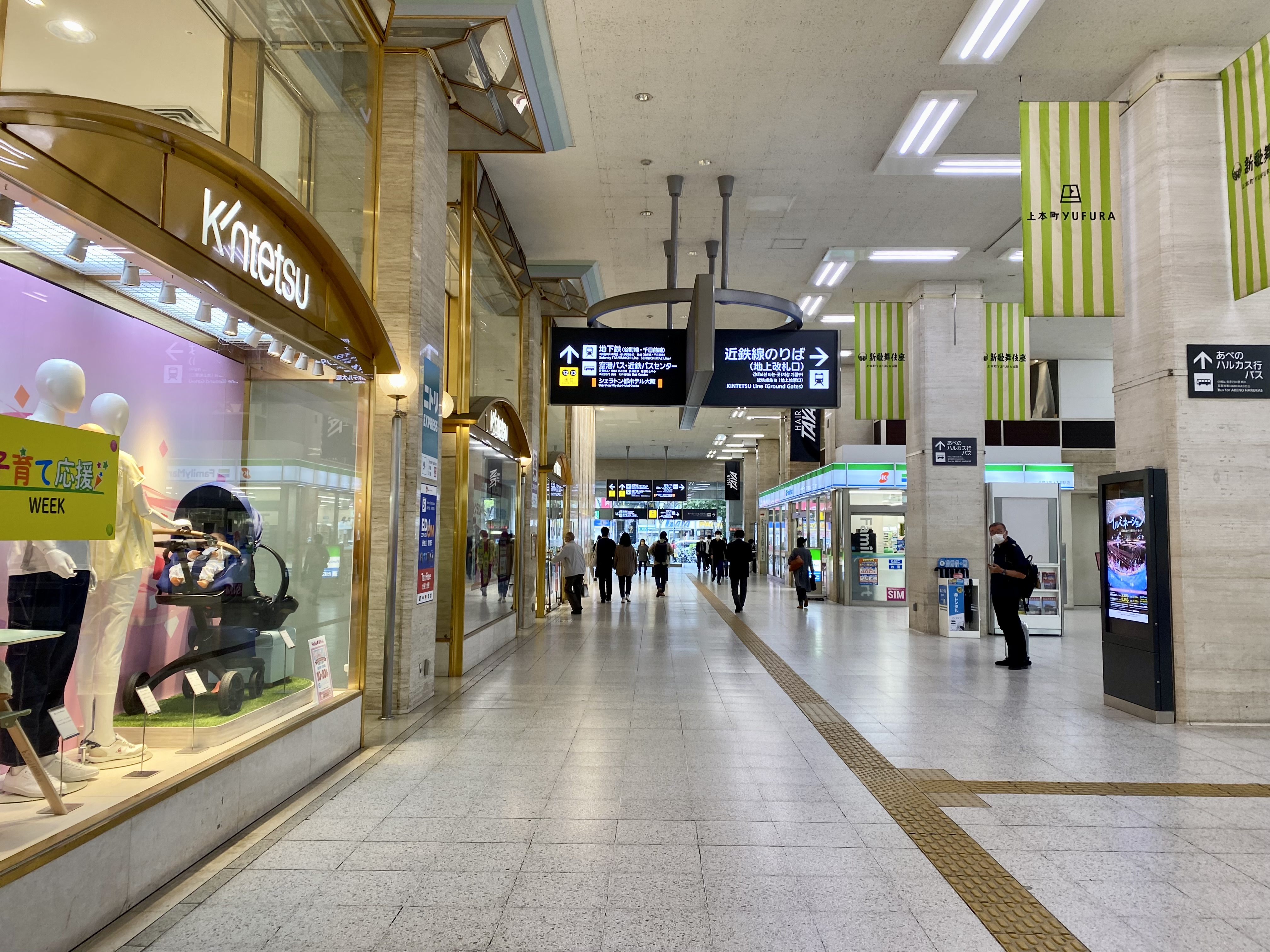
地上コンコース（2022年4月）
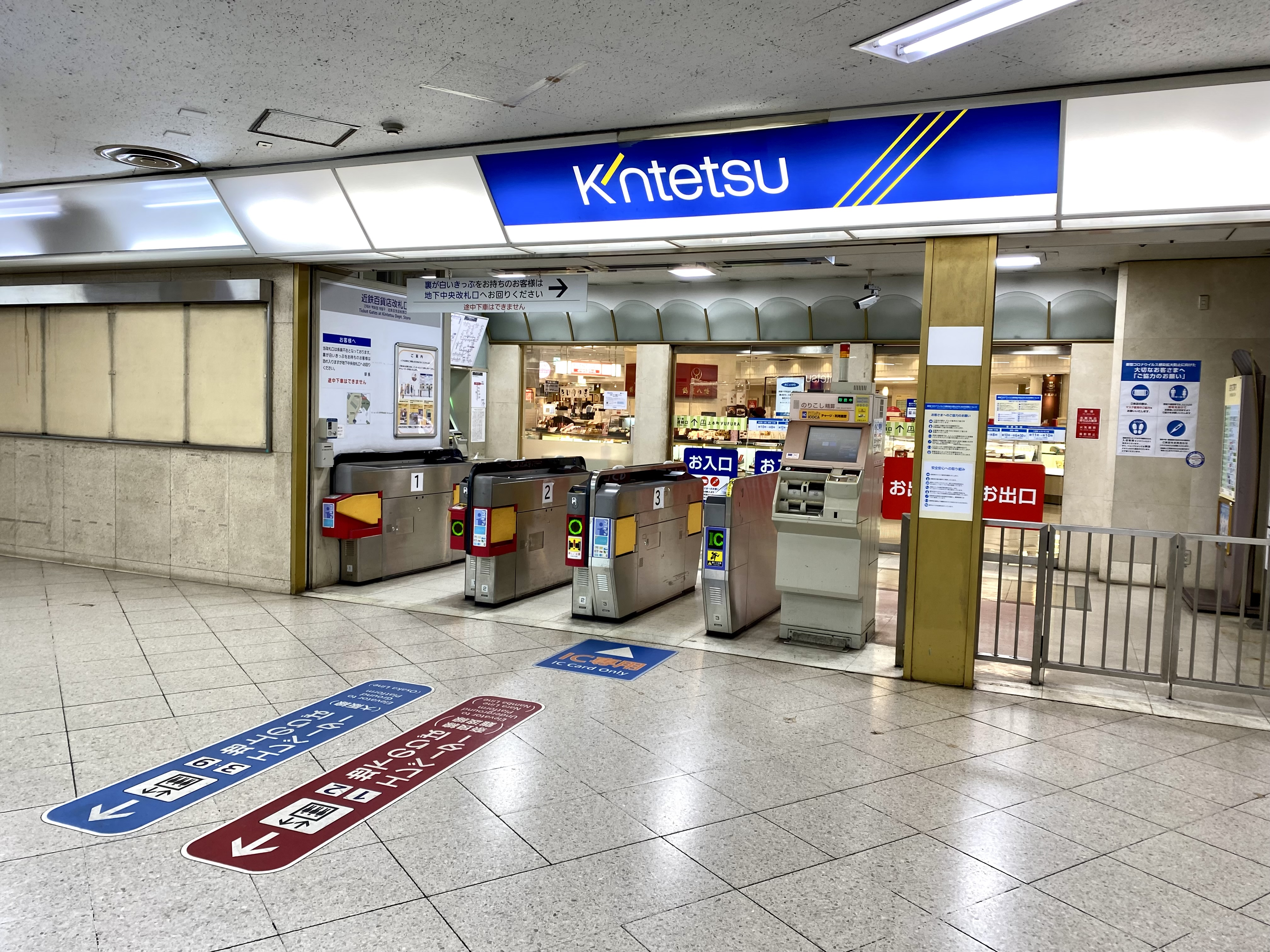
地下にある近鉄百貨店との連絡改札口（2022年1月）
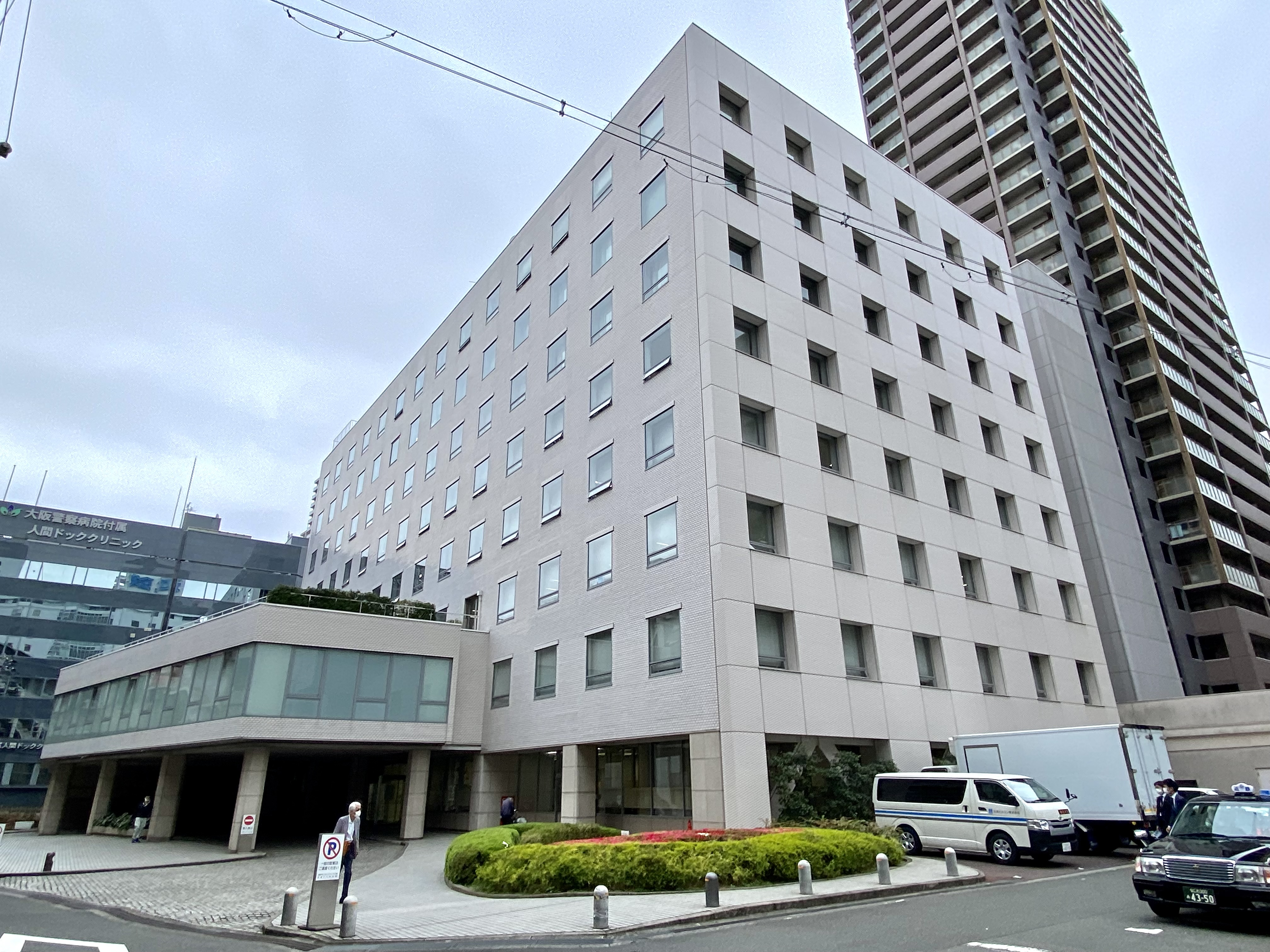
近鉄本社（2022年4月）

### 配線図
| ← 難波線 大阪難波・尼崎・ 神戸三宮方面 | 近鉄 大阪上本町駅 - 布施駅間 構内配線略図（第8期 2024年3月15日まで） | → 奈良線 生駒・大和西大寺 ・奈良方面 |
| | ↓ 大阪線 大和八木・伊勢中川・ 賢島・名古屋方面                       |                                      |
| 凡例 出典:、 画像左より大阪上本町・鶴橋・今里・布施の各駅 ■：奈良線、■：大阪線、▲：難波発着の大阪線特急のルート 白線クロスハッチは降車専用ホーム 布施駅の赤実線内（4階）は赤破線内（3階）の直上 鶴橋駅ホーム上をJR西日本大阪環状線がオーバークロスしているが、本図では省略した。 2024年3月16日以降は3番線が廃止された関係上、3・4番線間の渡り線が撤去されているため、現状の線路配線（第9期）とはわずかに異なる。 |                                                                      |                                      |

## 歴史

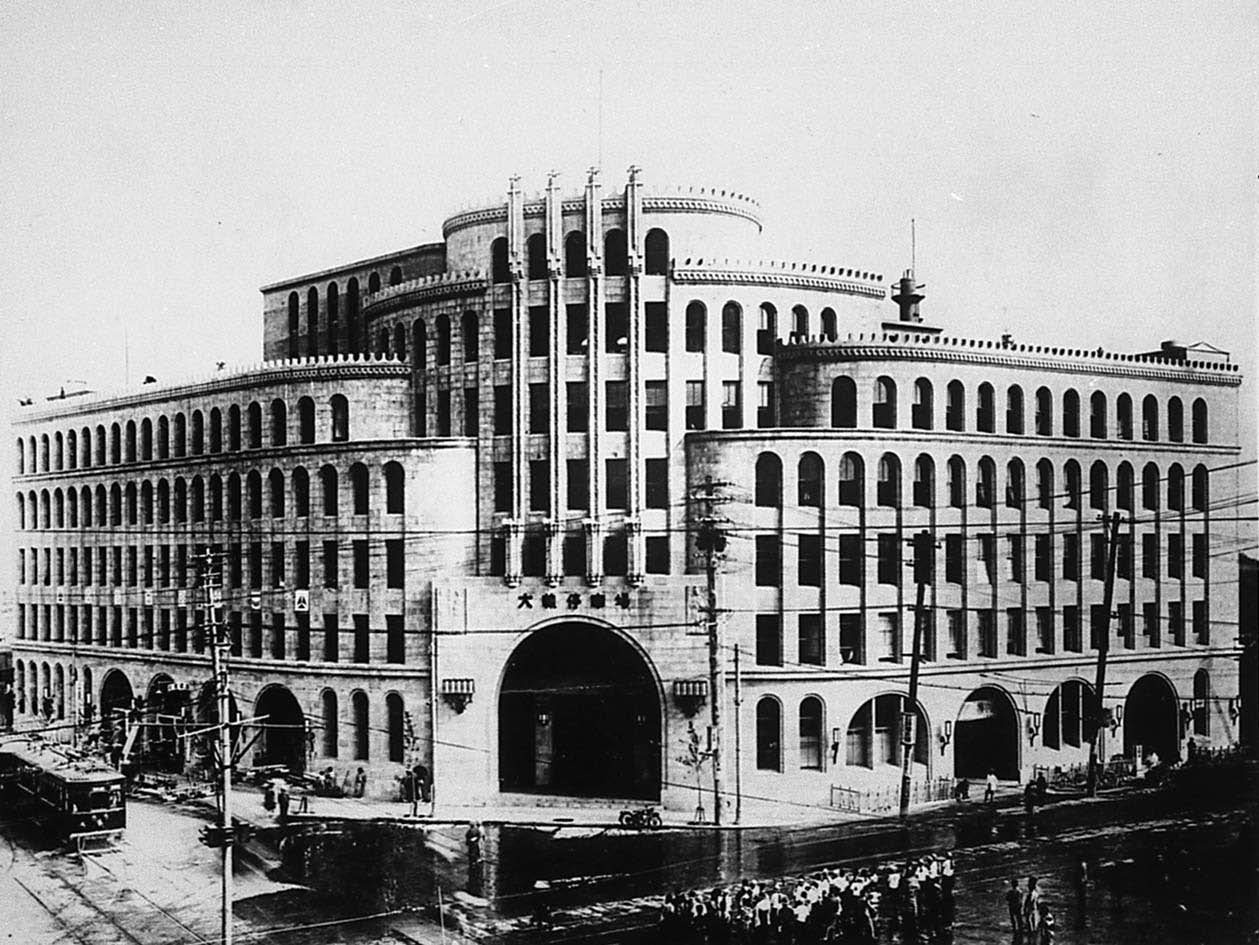
旧大軌ビルディング

1914年4月30日に大軌が奈良線の大阪側ターミナル駅として上本町駅を置いた。開業時は現在地よりも北にあった。駅前には大阪市電が走り、上本町六丁目電停から九条高津線で大阪ミナミの繁華街へ、上本町線で四天王寺、さらには大手前上本町線・谷町寝屋川線経由で大坂城や大阪府庁へと、大阪市街の東玄関として抜群の立地を誇っていた。
1926年に駅前の道路拡張に伴い上本町駅は南側に移転する。この時に武田五一・片岡安の設計による日本初の駅ビルが建設され、大阪市内の一大ランドマークとなった。当初は食堂や貸店舗・本社事務所などが入居していたが、1931（昭和6）年には増改築の上、ここに大軌百貨店をオープンさせた。これはのちに近鉄百貨店上本町店となり、現在まで営業を続けている。駅ビルは戦後、難波線建設に伴う駅改装工事により建て替えられた。
難波線開業に伴い上本町駅の地位は相対的に低下、2004年には近鉄劇場が閉鎖している。その後近鉄は、難波にあった新歌舞伎座を近鉄劇場跡に誘致し、2010年8月に新歌舞伎座・商業施設とオフィスからなる複合ビル「上本町YUFURA（ユフラ）」を建設してテコ入れを図っている。

### 構内配線の変遷
開業時は発着線2本をホーム3面が挟むシンプルな構成で、中央を乗車ホーム、両側を降車ホームとしていた。
1926（大正15）年の移転時に完成した駅は、出発線と到着線が立体交差しており、出発列車と到着列車の相互支障が生じないよう工夫されていた。櫛形ホーム手前には降車ホームがあり、ここで乗客を降ろしたあと乗車ホームに入線していた。
1930（昭和5）年には、参宮急行電鉄（大軌の子会社で直通運転先）が山田駅まで開通するのに備え、3両編成用の発着線を2線新設した。1933年にはそのうち一線を6両編成分まで延長、紀元二千六百年記念行事を目前に控えた1939（昭和14）年には、新たに6両編成分の発着線を駅南端に増設した。これらのホームを発着する4両編成以上の列車は、配線上直接上り線に合流することができず、下り線をしばらく逆走したのち、当駅と鶴橋駅との間にある渡り線を使って上り線に合流するという、非効率な運転を余儀なくされた。
戦時中の統合政策により近鉄が発足し、迎えた戦後1956（昭和31）年には、大阪線と奈良線を分離し、線路別複々線とする工事が行われた。これに伴い、上本町駅も改造が行われ、降車ホームと立体交差を廃止、櫛形ホーム9面8線となり、奈良線と大阪線がそれぞれ4線ずつ使用した。
1970年3月1日には、難波線完成に伴い奈良線ホームが地下に移転。この時点では難波線内は営業運転を行わず、難波まで習熟運転として往復し、再び上本町から客扱いを行った。同月15日には難波線の開業により、同線の営業運転を開始した。なお、この15日の間に地上側の配線変更を実施して、これまで奈良線が使用していた地上ホーム4線のうち、2線は大阪線に転用し、残る2線は地下への移転扱いとして縮小した。
1985年10月には、大阪線の10両編成化に伴いホームを延長、1993年には引上線を新設している。

### 年表
- 1914年（大正3年）4月30日：大阪電気軌道奈良線の起点駅として上本町駅が開業[9]。
- 1925年（大正14年）：上本町ターミナルビル建設のため、源正寺、難波寺などが移転する。
- 1926年（大正15年）9月16日：上本町ターミナルビルが開業する[9]とともに、三笠屋百貨店が開店する（1935年閉店）。
- 1936年（昭和11年）9月26日：大軌百貨店（現在の近鉄百貨店上本町店）が開店する[9]。
- 1941年（昭和16年）3月15日：参宮急行電鉄との合併により関西急行鉄道の駅となる[9]。同時に線路名称が整理され、奈良線の当駅から布施駅までの区間は桜井線と統合されて大阪線となり、奈良線の起点は布施駅となる[10]。
- 1944年（昭和19年）6月1日：会社合併により近畿日本鉄道の駅となる[9]。
- 1969年（昭和44年）11月23日：駅ビル新館が完成する（村野藤吾設計[11]、現在の南半分）。また、この時までに大阪線ホームを8両編成対応に延長する（同年12月15日より特急の8両運転開始によるもの）。
- 1970年（昭和45年）
  - 3月1日：地下ホームの使用を開始する[6]。
  - 3月15日 ：近鉄難波線が開業する[9]。
- 1971年（昭和46年）4月1日：定期券専用自動改札機を設置し、供用開始[12]。駅ビル旧館を閉鎖する。
- 1973年（昭和48年）6月14日：駅ビル旧館跡地に新駅ビルが完成する[9]（現在の北半分に相当）。この頃、大阪線ホーム直上にボウリング場「近鉄ボウル」も開業する。
- 1983年（昭和58年）：近鉄ボウルが閉鎖される（後に都ホテル大阪の宴会場に改装）。
- 1985年（昭和60年）10月3日：都ホテル大阪・近鉄劇場が開業し、ターミナル再開発事業が完成する。大阪線ホームを10両編成対応に延長する。
- 2001年（平成13年）2月1日：SF（ストアードフェア）システムの導入および「スルッとKANSAI」対応カードの取り扱い開始に伴い、当駅における「途中下車指定駅」の制度が廃止される。
- 2004年（平成16年）2月4日：近鉄劇場が閉鎖される。
- 2007年（平成19年）4月1日：ICカード「PiTaPa」の供用開始[13]。
- 2009年（平成21年）3月20日：駅名を大阪上本町駅に改称する[14][9]。
- 2010年（平成22年）8月26日：旧近鉄劇場跡地に、再開発ビル「上本町YUFURA」が開業する[8]。
- 2015年（平成27年）9月：駅ナンバリング導入。
- 2024年（令和6年）3月16日：当駅および駅上部のバスターミナルを整備する一環として、同場所への導線確保を目的に、3番線を廃止（同日より3番線は欠番となった）[15][16]。
- 2025年（令和7年）3月21日：旧3番線の後に整備されたバスターミナルの運用が開始。

## 利用状況
2024年11月12日の1日乗降人員は65,681人である。近鉄全駅中では大阪阿部野橋駅・鶴橋駅・大阪難波駅・近鉄名古屋駅・京都駅に次ぐ第6位。
近年における1日乗降人員の推移は下表の通り。
| 年度               | 特定日利用状況 | 特定日利用状況 | 特定日利用状況 | 特定日利用状況 | 1日平均 乗車人員 | 出典        | 出典          | 出典         |
| 年度               | 調査日         | 乗車人員       | 降車人員       | 乗降人員       | 1日平均 乗車人員 | 近鉄        | 大阪府        | 大阪市       |
| ------------------ | -------------- | -------------- | -------------- | -------------- | ---------------- | ----------- | ------------- | ------------ |
| 1990年（平成02年） | 11月06日       | 63,746         | 61,545         | 125,291        |                  |             | [ 大阪府 1 ]  |              |
| 1991年（平成03年） | -              | -              | -              | -              |                  |             | [ 大阪府 2 ]  |              |
| 1992年（平成04年） | 11月10日       | 63,988         | 62,503         | 126,491        |                  |             | [ 大阪府 3 ]  |              |
| 1993年（平成05年） | -              | -              | -              | -              |                  |             | [ 大阪府 4 ]  |              |
| 1994年（平成06年） | -              | -              | -              | -              |                  |             | [ 大阪府 5 ]  |              |
| 1995年（平成07年） | 12月05日       | 61,483         | 59,958         | 121,441        |                  |             | [ 大阪府 6 ]  |              |
| 1996年（平成08年） | -              | -              | -              | -              |                  |             | [ 大阪府 7 ]  |              |
| 1997年（平成09年） | -              | -              | -              | -              |                  |             | [ 大阪府 8 ]  |              |
| 1998年（平成10年） | 11月10日       | 55,498         | 53,221         | 108,719        |                  |             | [ 大阪府 9 ]  |              |
| 1999年（平成11年） | -              | -              | -              | -              |                  |             | [ 大阪府 10 ] |              |
| 2000年（平成12年） | 11月07日       | 50,543         | 48,141         | 98,684         |                  | [ 近鉄 1 ]  | [ 大阪府 11 ] |              |
| 2001年（平成13年） | -              | -              | -              | -              | 44,633           |             | [ 大阪府 12 ] | [ 大阪市 1 ] |
| 2002年（平成14年） | -              | -              | -              | -              | 42,990           |             | [ 大阪府 13 ] | [ 大阪市 1 ] |
| 2003年（平成15年） | 11月11日       | 43,903         | 43,025         | 86,928         | 41,688           | [ 近鉄 2 ]  | [ 大阪府 14 ] | [ 大阪市 1 ] |
| 2004年（平成16年） | -              | -              | -              | -              | 40,169           |             | [ 大阪府 15 ] | [ 大阪市 1 ] |
| 2005年（平成17年） | 11月08日       | 42,267         | 41,290         | 83,557         | 39,369           | [ 近鉄 3 ]  | [ 大阪府 16 ] | [ 大阪市 1 ] |
| 2006年（平成18年） | -              | -              | -              | -              | 38,379           |             | [ 大阪府 17 ] | [ 大阪市 1 ] |
| 2007年（平成19年） | -              | -              | -              | -              | 37,544           |             | [ 大阪府 18 ] | [ 大阪市 1 ] |
| 2008年（平成20年） | 11月18日       | 39,530         | 38,737         | 78,267         | 36,496           | [ 近鉄 4 ]  | [ 大阪府 19 ] | [ 大阪市 1 ] |
| 2009年（平成21年） | -              | -              | -              | -              | 35,475           |             | [ 大阪府 20 ] | [ 大阪市 1 ] |
| 2010年（平成22年） | 11月09日       | 40,573         | 40,040         | 80,613         | 35,928           | [ 近鉄 5 ]  | [ 大阪府 21 ] | [ 大阪市 1 ] |
| 2011年（平成23年） | -              | -              | -              | -              | 35,746           |             | [ 大阪府 22 ] | [ 大阪市 1 ] |
| 2012年（平成24年） | 11月13日       | 38,710         | 37,520         | 76,230         | 35,859           | [ 近鉄 6 ]  | [ 大阪府 23 ] | [ 大阪市 1 ] |
| 2013年（平成25年） | -              | -              | -              | -              | 36,454           |             | [ 大阪府 24 ] | [ 大阪市 1 ] |
| 2014年（平成26年） | -              | -              | -              | -              | 35,434           |             | [ 大阪府 25 ] | [ 大阪市 1 ] |
| 2015年（平成27年） | 11月10日       | 38,093         | 36,835         | 74,928         | 35,692           | [ 近鉄 7 ]  | [ 大阪府 26 ] | [ 大阪市 1 ] |
| 2016年（平成28年） | -              | -              | -              | -              | 35,991           |             | [ 大阪府 27 ] | [ 大阪市 1 ] |
| 2017年（平成29年） | -              | -              | -              | -              | 36,322           |             | [ 大阪府 28 ] | [ 大阪市 1 ] |
| 2018年（平成30年） | 11月13日       | 39,431         | 38,559         | 77,990         | 36,390           | [ 近鉄 8 ]  | [ 大阪府 29 ] | [ 大阪市 1 ] |
| 2019年（令和元年） | -              | -              | -              | -              | 35,825           |             | [ 大阪府 30 ] | [ 大阪市 2 ] |
| 2020年（令和02年） | -              | -              | -              | -              | 26,538           |             | [ 大阪府 31 ] | [ 大阪市 3 ] |
| 2021年（令和03年） | 11月09日       | 30,647         | 29,735         | 60,382         | 27,954           | [ 近鉄 9 ]  | [ 大阪府 32 ] | [ 大阪市 4 ] |
| 2022年（令和04年） | 11月08日       | 31,970         | 31,151         | 63,121         | 30,760           | [ 近鉄 10 ] | [ 大阪府 33 ] | [ 大阪市 5 ] |
| 2023年（令和05年） | 11月07日       | 33,204         | 32,440         | 65,644         | 32,234           | [ 近鉄 11 ] | [ 大阪府 34 ] | [ 大阪市 6 ] |
| 2024年（令和06年） | 11月12日       |                |                | 65,681         |                  | [ 近鉄 12 ] |               |              |

## 駅周辺
駅周辺は、「上本町」「上六（うえろく）」と呼ばれる繁華街となっている。創業時より近鉄（かつての大軌）のターミナル駅であったという経緯から、周辺には近畿日本鉄道（近鉄）本社や近鉄グループホールディングス本社、さらに近鉄グループの百貨店やホテルなどが立ち並んでいる。近鉄百貨店上本町店・シェラトン都ホテル大阪・バスターミナルは駅と直結している。当駅周辺は繁華街でもある一方で、阪急電鉄の西宮北口駅（兵庫県西宮市）周辺とともに関西の塾・予備校の激戦地区として知られており、専門学校などの学校施設も多く存在する文教地区でもある。
商業施設
- 近鉄百貨店 上本町店
- 上本町YUFURA
  - 大阪新歌舞伎座
  - ハーベス 上本町店
- うえほんまちハイハイタウン
- 阪急オアシス 上本町店・桃坂店
- KOHYO 上本町店
- 成城石井 上本町店
- ドン・キホーテ 上本町店

宿泊施設
- シェラトン都ホテル大阪
- ダイワロイネットホテル大阪上本町
- ホテルアウィーナ大阪
- 吉野旅館
- 大阪国際交流センターホテル

学校など
- 大阪府立高津高等学校
- 大阪明星学園（明星中学校・高等学校）
- 清風中学校・高等学校
- 上宮高等学校
- YMCA学院高等学校
- 梅田インターナショナルスクール
- 東朋高等専修学校
- 大阪情報コンピュータ専門学校
- 大阪赤十字看護専門学校
- 大阪歯科衛生士専門学校
- 大阪市立生魂小学校
- 大阪府立堺支援学校 大手前分校
- 大阪赤十字病院附属大手前整肢学園
- 大阪府立夕陽丘高等職業技術専門校
- 河合塾 上本町校
- 駿台予備学校 上本町校
- 大阪市立天王寺図書館
- 大阪国際交流センター

病院
- 大阪赤十字病院
- 聖バルナバ病院

社寺
- 生國魂神社 - 彦八まつり
- 高津宮
- 東高津宮
- 白蓮寺
- 無量寺
- 誓願寺 - 井原西鶴の墓
- 円珠庵
- 藤次寺
- 持明院
- 應典院
- 報恩院

金融機関
- 三菱UFJ銀行 上本町支店（高度成長期から存在する唯一の銀行で、三菱銀行時代からこの地にある）

日本郵政グループ
- 大阪上本町六郵便局

その他
- Osaka Metro 谷町九丁目駅
- 近鉄グループホールディングス・近畿日本鉄道 本社
- 近畿日本ツーリスト関西（上本町営業所ほか）
- 村本建設 本社

## バス路線

### 市内路線バス
以下のバス停が最寄りである。市内路線は大阪シティバス（旧・大阪市営バス）、近鉄バスの2社が運行。

### 大阪シティバス
上本町六丁目（近鉄前）・上本町六丁目南・上本町六丁目東・上本町七丁目北
公式ののりばマップはOsaka Metroのホームページにて公開されている。また、下記停留所の「北行き」「南行き」などの表記は、上本町六丁目交差点を基準として記載した。
- 「上本町六丁目」停留所(のりばには番号が付されている)
  - 1番のりば（上本町六丁目交差点北の近鉄北ビル前）：上町筋南行き
  - 2番のりば（上本町六丁目交差点北のUR都市機構ニュー上六ビル前）：上町筋北行き
  - 3番のりば（上本町六丁目交差点西のうえほんまちハイハイタウン北側）：千日前通西行き
  - 4番のりば（上本町六丁目交差点東の天山閣ビル前）：千日前通東行き

- このほかの関連停留所

2014年3月31日までは以下の停留所も全て「上本町六丁目」となっていた。
- 「上本町六丁目東」停留所（上本町六丁目東交差点北東角付近・社会福祉センター前）：千日前通東行き
- 「上本町六丁目南」停留所（上本町六丁目交差点南のうえほんまちハイハイタウン東側）：上町筋北行き
- 「上本町六丁目南」停留所（上本町六丁目交差点南の近鉄百貨店上本町店西側）：上町筋南行き。
- 「上本町七丁目北」停留所（上本町七丁目北交差点南西角付近）：上町筋北行き

- 発着系統と経由するのりば

上本町六丁目停留所についてはのりば番号を記載し、上本町六丁目東を「上六東」、上本町六丁目南を「上六南」、上本町七丁目北を「上七北」と記載する。複数ののりばに停車する場合は停車順とする。
- 18号系統
  - 鶴橋駅前・御幸通・生野区役所前経由 北巽バスターミナル行き（1番・4番・上六東）
  - 上本町一丁目経由 玉造行き（2番）
- 22号系統
  - 鶴橋駅前・玉造・地下鉄深江橋経由 諏訪神社前行き（4番・上六東）
  - 天王寺区民センター・天王寺区役所・桃谷駅前・寺田町経由 あべの橋行き（3番）
- 62号系統
  - あべの橋・府立総合医療センター経由 住吉車庫前（一部はあべの橋止め）行き（1番・上六南）
  - 大阪城大手前・天満橋・淀屋橋・肥後橋経由 大阪駅前行き（上七北・上六南・2番）
    - 一部上本町六丁目南バス停始発・終着の便もある。
- 73号系統
  - 勝山四丁目・大池橋・杭全・地下鉄平野経由 出戸バスターミナル行き（4番・上六東）
  - 戎橋経由 なんば行き（3番）

かつては堺東駅前、鶴町四丁目、布施三ノ瀬まで至る系統が運転されていたことがあった。
- 堺東駅前への乗入れはその後、住吉車庫前で系統が分割され、さらに廃止されているが、現在も住吉車庫前乗り継ぎで大和川を横断する手前（おりおの橋）に至る路線は存在する。
- 鶴町四丁目方面は、なんばから先の路線が現在も存在する。
- 布施三ノ瀬方面は現在、あべの橋発着の12号系統が行き先を近鉄布施駅前に変更して運行されている（大阪市営バスの布施三ノ瀬停留所は廃止）[18]。生野区役所・大池橋間で18号系統・73号系統と路線が重複するものの、接続に関する記載はない。

あべの橋発で上町筋・上本町六丁目経由だった時代の22号系統諏訪神社前行きは上六交差点を挟んで上町筋で2ヶ所・千日前通で2ヵ所、計4ヵ所の上本町六丁目停留所に停車していた。また、鶴橋駅前方面から到着する上本町六丁目終着のバスが設定されていたときは、上本町六丁目東交差点手前の降車専用停留所（廃止）が終点となり、その後同交差点北西角の操車場（廃止）に入庫していた。

### 近鉄バス
近鉄上本町駅（上本町YUFURA前）
- 01番: 大阪赤十字病院行き（終点までノンストップ。土曜・日曜・祝日・5月1日と12月29日から1月3日は運休）
- 66番: 天王寺区役所・大阪警察病院経由 JR桃谷駅行き（土曜・日曜・祝日と12月30日から1月4日は運休）

近鉄上本町（関西空港行きリムジンバスのりば）
あべの・上本町シャトルバス（10番）：あべの橋（あべのハルカス）行き（2013年6月13日運行開始）
- 19時35分発以降最終便までは12番：あべの橋東口（あべのハルカス東口）行きとして運転。
- 2017年7月1日現在、日中のあべのハルカス行きの一部便（10時から16時までの毎時5分発）が11番：松屋町筋（下寺町1丁目・下寺町2丁目）経由あべの橋（あべのハルカス）行きとなっている（時刻表上の所要時間は四天王寺参道口経由に比べて3分増）。

この循環バスは関西空港行きリムジンバスのりばに発着している。
かつては枚岡・石切神社方面行きのバスも運行され（2Fバスセンター発）、1960年代には2階建てバスであるビスタコーチも投入されていた。

### 空港リムジンバス
- 大阪国際空港行き（駅2階バスセンターから発車：近鉄バス・阪急観光バス）
- 関西国際空港行き（駅北口シェラトン都ホテル大阪前から発車：近鉄バス・関西空港交通）

大阪国際空港行きは、もとは関西空港行きと同じのりばであった。その後現在のバスセンターに移転している。

### 高速バス
上本町バスセンター（駅2階）
駅2階バスセンターには、かつて九州・本州各都市への夜行便を中心とした近鉄バスの路線や井笠鉄道（のち中国バス）の「カブトガニ号」が発着していたが、2013年3月16日以降、当バスセンターでは予約・発券などの窓口業務のみおこなっており、高速バスは発着していない。なお2013年3月現在、近鉄バスや中国バスの高速バスが発着する当バスセンター・駅から最も近い場所は、大阪難波駅（当駅より電車3分）から徒歩連絡のOCATビル（JR難波駅直上）もしくは、あべの橋バスステーション（大阪阿部野橋駅・天王寺駅）。
2025年3月21日から地上乗り場3番線跡に整備されたターミナルが完成。新たに設置された改札口からエスカレーターで直結出来るようになり、乗り場も設定され、1番乗り場が大阪国際空港へのリムジンバス、2.3番乗り場が大阪・関西万博会場へ向かうバス乗り場として運用を開始した。
上本町駅（千日前通沿い・ハイハイタウン前）
大阪バスが運行する高速バスが2013年12月1日より上六交差点西側のハイハイタウン前（市バスなんば方面行きのりばの西側）に停車するようになった。
- 東京特急ニュースター号：東京駅・秋葉原駅・北区王子駅（東京バスと共同運行）
- 福知山特急ニュースター号：福知山駅・石原駅前・綾部駅
- 高知特急ニュースター号：高知駅・はりまや橋（2014年5月より休止中）
- 高松特急ニュースター号：高松駅・屋島（2014年2月より休止中）

### 定期観光バス
上本町バスセンター（駅2階）
近鉄バスが運行する大阪市内定期観光バス『OSAKA SKY VISTA』が2014年の開業以来上本町バスセンターに発着していた。2016年2月1日から大阪駅JR高速バスターミナル発着に変更されたため、バスセンターからの発着はなくなった。
かつては近鉄観光バスの営業拠点もバスセンター内にあったが廃止されて布施観光営業所を拠点としている。

## 隣の駅
近畿日本鉄道
- □特急停車駅・発着駅
- 大阪線 (伊勢志摩・名古屋) 方面の特急列車のうち、当・大阪上本町発着 (地上ホーム) の特急は(D03)、大阪難波発着 (地下ホーム) の特急は(A03)と案内している。また東隣の鶴橋駅には当駅と同様に全ての特急が停車する。

D 大阪線
■快速急行・■急行・■準急・■区間準急・■普通
大阪上本町駅 (D03) - 鶴橋駅 (D04)
A 難波線・奈良線（特急を除いて難波線内はすべて各駅に停車）
■快速急行・■急行・■準急・■区間準急・■普通
近鉄日本橋駅 (A02) - 大阪上本町駅 (A03) - 鶴橋駅 (A04)
- 大阪線特急の一部列車は当駅始発（地上ホーム発着）。なお、難波直通列車は地下ホーム発着。
- 括弧内は駅番号を示している。

### 記事本文